# О’Мэлли, Джон
Джон О’Мэлли (англ. John W. O'Malley; 11 июня 1927, Tiltonsville, Огайо — 11 сентября 2022, Балтимор, Мэриленд) — американский католический историк, священник-иезуит; специалист по религиозной культуре Европы раннего нового времени, особенно Италии. Университетский профессор Джорджтаунского университета, где преподавал с 2006 года, заслуженный профессор Weston Jesuit School of Theology, член Американского философского общества (1997), его вице-президент в 2010-2016. Труды удостаивались отличий. Вероятно, самая известная работа — The First Jesuits (Cambridge, MA: Harvard University Press, 1993) — была переведена на 12 языков.
Был единственным ребёнком в семье; по отцовской линии, несмотря на ирландскую фамилию, их семья была преимущественно немецкой. В школьные годы определился с тем, чтобы стать священником.
В 18-летнем возрасте присоединился к иезуитам, стал новициатом в 1946 году и будет рукоположён в 1959 году. Вспоминал, что во время своего пребывания в Австрии «понял, насколько важно интегрировать церковную историю со светской и культурной историей».
Степень доктора философии по истории получил в Гарвардском университете, учился там в частности у Heiko Oberman. 14 лет преподавал в Детройтском университете.
В 2020 году ушёл в отставку из Джорджтаунского университета. Член Американской академии искусств и наук (1995).
Являлся президентом Renaissance Society of America (1998). Умер от рака. Как исследователь он отмечал: «Стиль — это не просто украшение мысли, а выражение смысла». О’Мэлли также любил говорить: «Традиция не инертна, а динамична»; а ещё высказывался: «Историки всегда должны смотреть на непрерывности и трещины: на мой взгляд, непрерывность всегда глубже, чем любые разрывы». Называл своим хорошим другом John Shearman.
Автор 14 книг и редактор восьми. Из своих трудов своим «любимым дитем» называл Praise and Blame in Renaissance Rome.